# Trouhaut
Trouhaut ist eine französische Gemeinde mit 130 Einwohnern (Stand 1. Januar 2022) im Département Côte-d’Or in der Region Bourgogne-Franche-Comté. Sie gehört zum Arrondissement Dijon und zum Kanton Fontaine-lès-Dijon.

## Geographie
Trouhaut wird umgeben von Saint-Martin-du-Mont im Norden, von Blaisy-Haut im Süden und von Turcey im Westen.

## Siehe auch

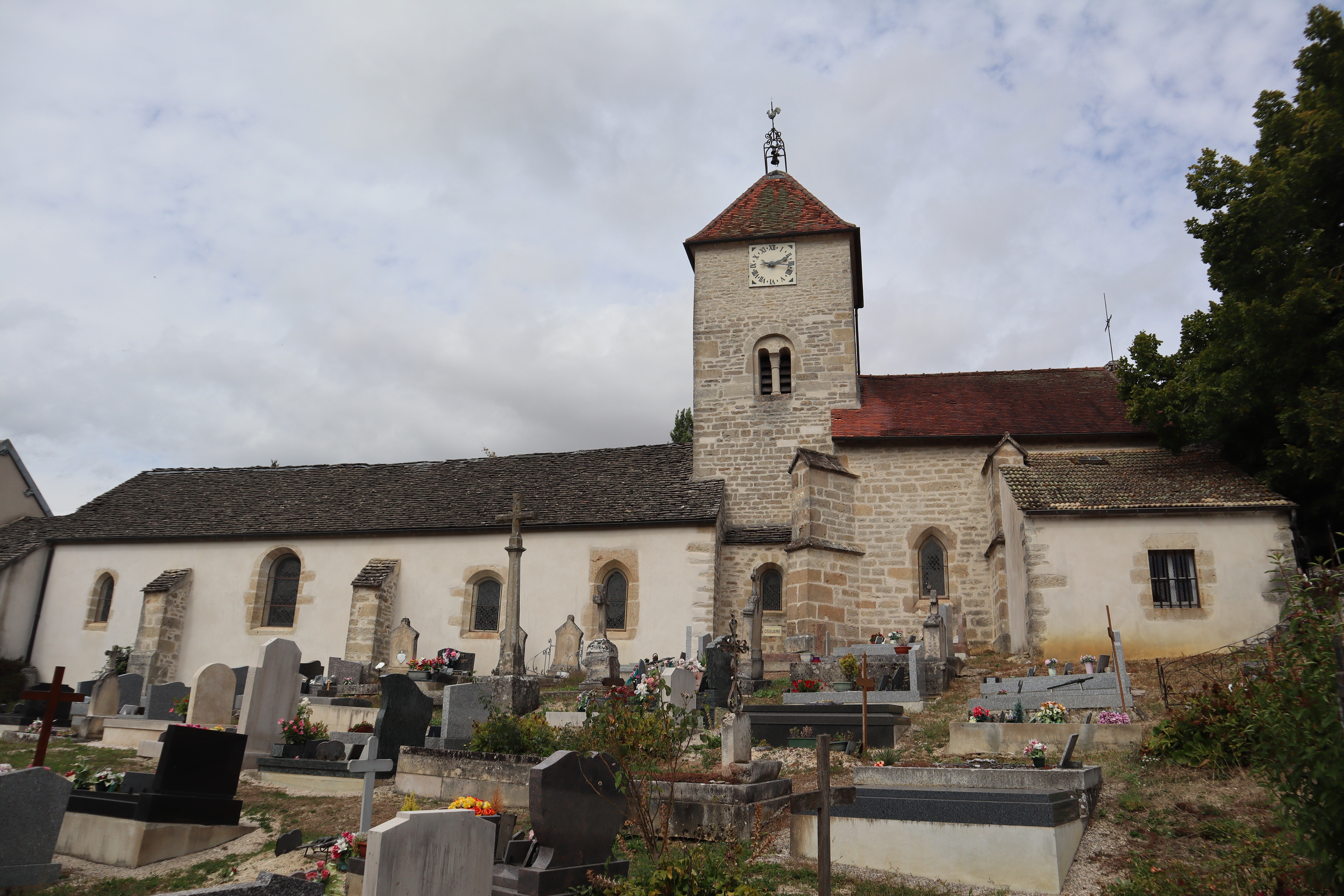
Kirche

## Bevölkerungsentwicklung
| Jahr                       | 1962 | 1968 | 1975 | 1982 | 1990 | 1999 | 2008 | 2018 | 2019 |
| Einwohner                  | 161  | 142  | 135  | 134  | 129  | 125  | 107  | 120  | 123  |
| Quellen: Cassini und INSEE |      |      |      |      |      |      |      |      |      |